# Comunidad Monástica de Bose
La Comunidad Monástica de Bosé (oficialmente en italiano Comunità monastica di Bose), comúnmente llamada Comunidad de Bose, es una organización religiosa cristiana interconfesional de monjes, formada por hombres y mujeres de diversas confesiones cristianas, cuyo objetivo es el diálogo ecuménico y la convivencia entre las diferentes denominaciones. Fue fundada por el laico católico italiano Enzo Bianchi en 1965. A los religiosos de este instituto se les conoce como monjes de Bose.

## Historia

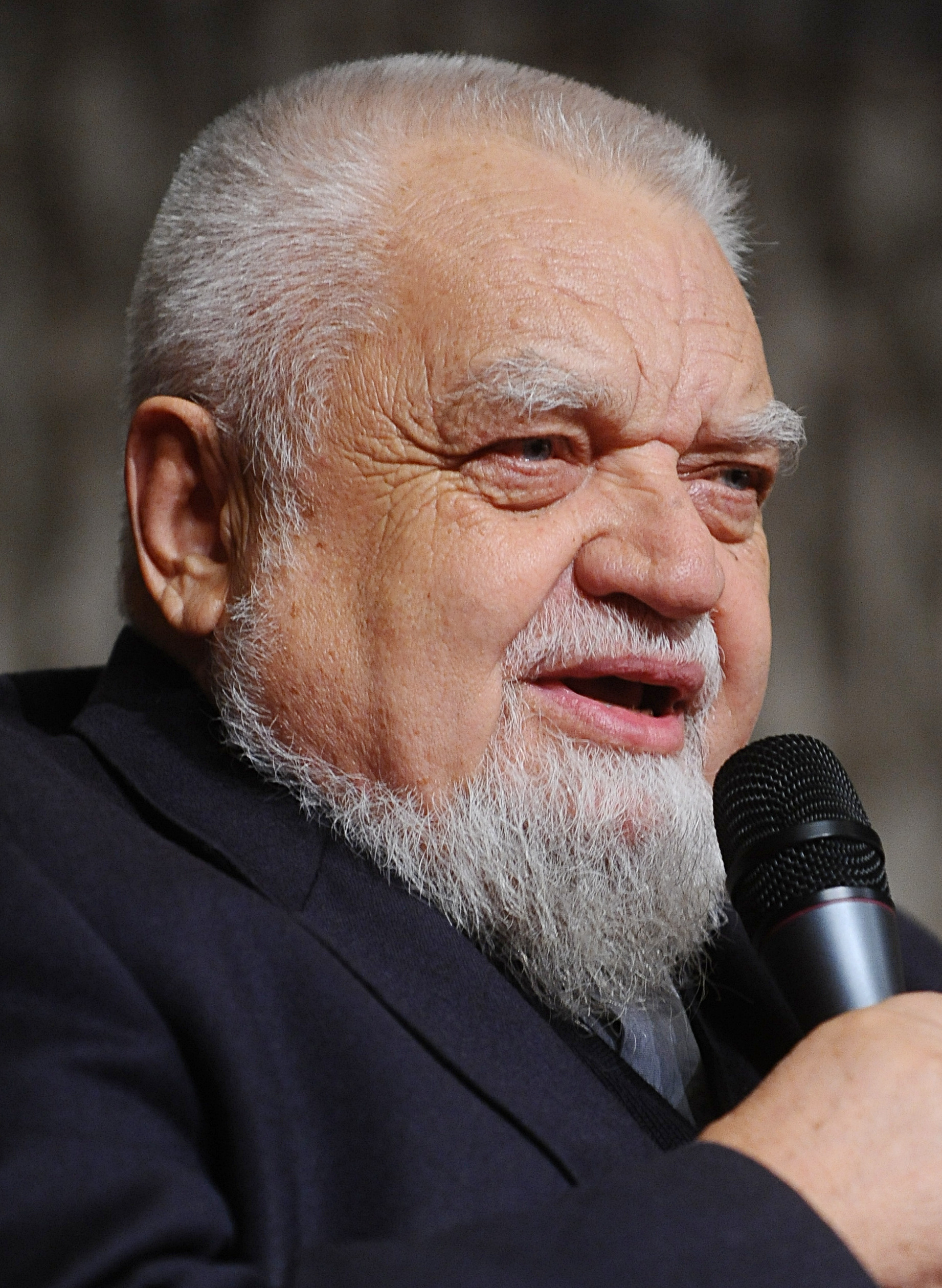
Enzo Bianchi, fundador de la comunidad.

Enzo Bianchi, economista italiano y laico católico, al terminar sus estudios en la Universidad de Turín, se retiró a la localidad de Bose, en el municipio de Magnano (Italia), para hacer vida solitaria. A él se unieron varios amigos de diversas confesiones cristianas para vivir con él la experiencia de la oración, dando así inicio a una comunidad monástica interconfesional. La fecha de fundación, escogida por el mismo fundador, fue el 8 de diciembre de 1965, día en que se cerraba el Concilio Vaticano II. Los primeros miembros empezaron a llegar tres años después, entre ellos un pastor protestante.
La primera reacción del arzobispo de Biella fue colocar un interdicto a la comunidad, en 1967, por la presencia de protestantes en ella. Sin embargo, con la ayuda del cardenal Michele Pellegrino, fue restablecida. Fue el mismo cardenal Pellegrino quien aprobó la regla monástica el 12 de abril de 1973, con ocasión de la profesión de los primeros siete hermanos.

## Organización
La comunidad tiene sede en la localidad de Bose, en el comune de Magnano, (Provincia de Biella-Italia) y viven según unos estatutos compuestos con elementos de las reglas de Pacomio, Basilio y Benito, exaltando la oración y el trabajo manual.
Los monjes de Bose se dedican a la vida contemplativa, en celibato, en comunión fraterna de bienes y en obediencia del Evangelio. Trabajan para su propio sustento. En la actualidad la comunidad está compuesta por 85 personas, algunos de los cuales son protestantes y ortodoxos, cinco presbíteros y un pastor. El instituto está presente en Jerusalén, Ostuni, Asís, Cellole di San Gimignano y Civitella San Paolo.